# 財政融資資金特別会計
財政融資資金特別会計（ざいせいゆうししきんとくべつかいけい）は、平成13年度（2001年度）から平成19年度（2007年度）会計まで存在した、日本の国家予算における特別会計である。財政融資資金の運用に関する歳入歳出を一般会計と区分して経理するため、設けられた。財源は、財政投融資特別会計国債、国の特別会計の積立金、余裕金から財政融資資金に預託された資金などである。平成12年度（2000年度）会計まで「資金運用部特別会計」と呼ばれていた。
平成20年度（2008年度）会計からは財政投融資特別会計となった。

## 概要
財政融資資金の運用、および産業開発・貿易振興を目的として国の財政資金で行う投資に関する経理を明確にするために設置された。公益性が高く民間では十分にリスクを負えない、中小零細企業や教育・社会福祉などの分野を対象に長期低利で貸付けている。投資における主な収益は、保有するNTT株・JT株の配当金や日本政策金融公庫の国庫納付金である。
2009年度（平成21年）予算では、財政投融資特別会計の積立金が取り崩され、景気対策の一環である定額給付金の財源にも当てられた。
根拠法は特別会計に関する法律（平成19年3月31日法律第23号）附則第67条-第84条であり、財務大臣が管理を担当した。従前の根拠法は、「資金運用部特別会計法（昭和26年3月31日法律第101号）」であり、資金運用部資金法等の一部を改正する法律（平成12年5月31日法律第99号）により、題名が「財政融資資金特別会計法」と改められた経過がある。